# Скобаљ (Смедерево)
Скобаљ је насељено место града Смедерева у Подунавском округу. Према попису из 2022. има 1397 становника (према попису из 2011. било је 1614 становника).

## Историја
Скобаљ се налази јужно од Смедерева. Скобаљ је старије насеље, и изгледа да је постао пред крај турске владавине. Помиње се у арачким списковима и имало је 1818. године 44, а 1822. 50 кућа. Године 1846. село је имало 92 куће, а по попису из 1921. г. у селу је било 311 кућа са 1666 становника. Предак Вигњаша (Стојановића, Јовшића) дошао је из Црне Горе најпре у село Селевац. Како у Селевцу није било места, пређе у Скобаљ, где му спахија дозволи да се настани. Доцније се од Вигњаша одвоје једни оду у Осипаоницу. Старе породице су породице и Васићи, старином са Косова, Бркићи (које зову Мађарима) старином „од Сегедина“, Видачка фамилија (Пантићи, Живојиновићи, Милојевићи) који су неко време становали између Вранова и Мале Крсне, и отуда прешли у Скобаљ, Ћертићи који су дошли из Азање и Ивановићи. Ово су најстарије породице. Веле да су селу дали име по риби скобаљ, које је било много у Језави.
Године 1883. године подигнута је данашња црква, а школа у селу постоји од 1862. г. Данашња школа подигнута је 1904. г. Станиша Адамовић је основао читаоницу, а 1926. г. основано ловачко удружење. (подаци крајем 1925. године).
 Дом културе у Скобаљу носи назив по Станиши Адамовићу.

## Демографија
У насељу Скобаљ живи 1334 пунолетних становника, а просечна старост становништва износи 43,8 година (42,2 код мушкараца и 45,5 код жена). У насељу има 570 домаћинстава, а просечан број чланова по домаћинству је 2,83.
Ово насеље је великим делом насељено Србима (према попису из 2002. године), а у последња три пописа, примећен је пад у броју становника.
|  |

| Демографија | Демографија | Демографија |
| Година      | Становника  | Становника  |
| ----------- | ----------- | ----------- |
| 1948.       | 2.065       |             |
| 1953.       | 2.163       |             |
| 1961.       | 2.289       |             |
| 1971.       | 2.202       |             |
| 1981.       | 2.445       |             |
| 1991.       | 2.190       | 1.994       |
| 2002.       | 1.880       | 2.221       |
| 2011.       | 1.614       |             |
| 2022.       | 1.397       |             |

| Етнички састав према попису из 2002.‍ | Етнички састав према попису из 2002.‍ | Етнички састав према попису из 2002.‍ | Етнички састав према попису из 2002.‍ | Етнички састав према попису из 2002.‍ |
| ------------------------------------ | ------------------------------------ | ------------------------------------ | ------------------------------------ | ------------------------------------ |
|                                      |                                      |                                      |                                      |                                      |
| Срби                                 | Срби                                 |                                      | 1.839                                | 97,81%                               |
| Румуни                               | Румуни                               |                                      | 7                                    | 0,37%                                |
| Власи                                | Власи                                |                                      | 6                                    | 0,31%                                |
| Роми                                 | Роми                                 |                                      | 5                                    | 0,26%                                |
| Руси                                 | Руси                                 |                                      | 3                                    | 0,15%                                |
| Македонци                            | Македонци                            |                                      | 2                                    | 0,10%                                |
| Југословени                          | Југословени                          |                                      | 2                                    | 0,10%                                |
| Црногорци                            | Црногорци                            |                                      | 1                                    | 0,05%                                |
| Хрвати                               | Хрвати                               |                                      | 1                                    | 0,05%                                |
| непознато                            | непознато                            |                                      | 11                                   | 0,58%                                |

| Година пописа     | 1948. | 1953. | 1961. | 1971. | 1981. | 1991. | 2002. |
| ----------------- | ----- | ----- | ----- | ----- | ----- | ----- | ----- |
| Број домаћинстава | 468   | 494   | 565   | 555   | 599   | 598   | 597   |

| Број чланова      | 1   | 2   | 3   | 4  | 5  | 6  | 7  | 8 | 9 | 10 и више | Просек |
| ----------------- | --- | --- | --- | -- | -- | -- | -- | - | - | --------- | ------ |
| Број домаћинстава | 126 | 136 | 111 | 93 | 65 | 33 | 20 | 8 | 3 | 2         | 3,15   |

| Пол    | Укупно | Неожењен/Неудата | Ожењен/Удата | Удовац/Удовица | Разведен/Разведена | Непознато |
| ------ | ------ | ---------------- | ------------ | -------------- | ------------------ | --------- |
| Мушки  | 786    | 246              | 461          | 42             | 36                 | 1         |
| Женски | 804    | 141              | 469          | 157            | 32                 | 5         |
| УКУПНО | 1.590  | 387              | 930          | 199            | 68                 | 6         |

| Пол    | Укупно                    | Пољопривреда, лов и шумарство | Рибарство                            | Вађење руде и камена | Прерађивачка индустрија       |
| ------ | ------------------------- | ----------------------------- | ------------------------------------ | -------------------- | ----------------------------- |
| Мушки  | 435                       | 126                           | 0                                    | 0                    | 142                           |
| Женски | 224                       | 109                           | 0                                    | 0                    | 31                            |
| УКУПНО | 659                       | 235                           | 0                                    | 0                    | 173                           |
| Пол    | Производња и снабдевање   | Грађевинарство                | Трговина                             | Хотели и ресторани   | Саобраћај, складиштење и везе |
| Мушки  | 1                         | 54                            | 25                                   | 2                    | 14                            |
| Женски | 0                         | 2                             | 27                                   | 3                    | 1                             |
| УКУПНО | 1                         | 56                            | 52                                   | 5                    | 15                            |
| Пол    | Финансијско посредовање   | Некретнине                    | Државна управа и одбрана             | Образовање           | Здравствени и социјални рад   |
| Мушки  | 0                         | 18                            | 4                                    | 12                   | 10                            |
| Женски | 2                         | 6                             | 1                                    | 18                   | 11                            |
| УКУПНО | 2                         | 24                            | 5                                    | 30                   | 21                            |
| Пол    | Остале услужне активности | Приватна домаћинства          | Екстериторијалне организације и тела | Непознато            | Непознато                     |
| Мушки  | 2                         | 0                             | 0                                    | 25                   | 25                            |
| Женски | 1                         | 1                             | 0                                    | 11                   | 11                            |
| УКУПНО | 3                         | 1                             | 0                                    | 36                   | 36                            |

## Знамените личности
- Дафина Милановић, банкарка, оснивач Дафимент банке.